# Daria Sałtykowa
Daria Mikołajewna Sałtykowa z domu Iwanowa (ros. Да́рья Никола́евна Салтыко́ва, ur. 22 marca 1730, zm. 27 grudnia 1801) – rosyjska arystokratka. Znana z sadyzmu i okrucieństwa w stosunku do swoich poddanych. Seryjna morderczyni, skazana na dożywotnie więzienie.

## Biografia
Daria Iwanowa urodziła się w marcu 1730 roku w rodzinie arystokratycznej. Wyszła za mąż za rotmistrza lejbgwardii (cesarskiej straży przybocznej) pułku konnego Gleba Aleksiejewicza Sałtykowa. Miała z nim dwóch synów: Fiodora i Mikołaja.
W tym okresie życia Daria cieszyła się wśród ludzi dobrą opinią. Uważano ją za pobożną, gdyż często pielgrzymowała do monasterów i miejsc świętych. Rozdawała hojne jałmużny ubogim i wspomagała osoby duchowne. Nikt nie wiedział wtedy o jej sadystycznych skłonnościach.
Gleb Sałtykow zmarł w 1755 roku. Daria miała wtedy 26 lat. Przypadł jej do zarządzania majątek zarówno jej zmarłego męża, jak i nieżyjącego ojca. W majątkach pracowało ponad 600 chłopów pańszczyźnianych.
W tym okresie zaczęło ujawniać się okrucieństwo i porywczość Sałtykowej. Jej ofiarą padały przede wszystkim kobiety – służące pracujące na jej dworze. Rzadziej poddani mężczyźni. Stosowała okrutne kary pod pretekstem źle wykonanej pracy. Początkowo było to bicie, które z czasem stawało się coraz silniejsze. Stosowała też tortury, takie jak polewanie ofiar wrzącą wodą, spalanie im włosów na głowie, czy wyrywanie włosów. Wiele jej ofiar nie przeżyło tortur.
Około 1762 roku Daria przeżyła zawód miłosny, gdy jej kochanek, Nikołaj Tiutczew, poślubił inną kobietę. Daria pod wpływem gniewu podjęła dwie nieudane próby zamachu na jego życie.
Chłopi pańszczyźniani, obawiając się o życie swoich rodzin, próbowali składać skargi na Sałtykową. Złożono ich blisko dwadzieścia, ale żadna z nich nie została rozpatrzona. Kobieta czuła się bezkarna, gdyż była niezwykle wpływowa, a urzędy ówczesnej Rosji były bardzo skorumpowane.
Sytuacja zmieniła się, kiedy dwóch poddanych Sałtykowej napisało list bezpośrednio do carycy Katarzyny II. Caryca nakazała wszczęcie śledztwa. Sałtykowa została aresztowana. Śledztwo trwało 5 lat. Według zeznań chłopów Sałtykowa zabiła około 75 osób. Akt oskarżenia potwierdził zabójstwo 38 osób i podejrzenie o zabicie 26 innych. Jednak szacuje się, że mogło być znacznie więcej. Sałtykowa została oskarżona także o stosowanie tortur. Sama oskarżona zachowywała się podczas procesu arogancko, nie wierząc, że zostanie skazana. Znieważyła też duchownego, który przybył by wysłuchać jej spowiedzi.
We wrześniu 1768 roku Katarzyna II sformułowała wyrok. Sałtykowa została pozbawiona rangi szlacheckiej oraz majątku. Dodatkowo miała stać przez godzinę przykuta do słupa z tabliczką „dręczycielka i morderczyni”. Na koniec została uwięziona w podziemiu bez światła i kontaktu z ludźmi.
Po 11 latach przeniesiono Darię do celi z oknem. Spędziła w więzieniu 33 lata. Zmarła 27 listopada 1801 roku. Pochowano ją na cmentarzu Dońskim w Moskwie.